# Stefania Lachowska
Stefania Lachowska (ur. 20 sierpnia 1898 we Lwowie, zm. 24 maja 1966 w Krakowie) – polska kompozytorka.

## Życiorys
Studiowała w Konserwatorium Towarzystwa Muzycznego we Lwowie, gdzie uczyła się gry na fortepianie u Jerzego Lalewicza i Witolda Friemanna (dyplom 1928) oraz teorii i kompozycji u Adama Sołtysa, Mieczysława Sołtysa, Adolfa Chybińskiego i Witolda Friemanna (dyplom 1927). Następnie kontynuowała studia kompozytorskie pod kierunkiem Kazimierza Sikorskiego w Konserwatorium Warszawskim (dyplom 1934). Pobierała też prywatnie lekcje u Karola Szymanowskiego. W latach 1924–1951 wykładała przedmioty teoretyczne początkowo w konserwatorium we Lwowie, następnie w Krakowie. Od 1946 do 1958 roku pracowała w redakcji Polskiego Wydawnictwa Muzycznego w Krakowie.

## Wybrane kompozycje
(na podstawie materiałów źródłowych)

### Utwory orkiestrowe
- Concertino na fortepian i orkiestrę smyczkową (1953)
- Sinfonietta (1955)
- Uwertura koncertująca (1956)
- Uwertura (1957)
- Muzyka symfoniczna (1958)
- Wariacje na fortepian i orkiestrę (1960)

### Utwory kameralne
- Kwartet smyczkowy (1947)
- Oktet smyczkowy (1951)
- Zamknięty krąg na skrzypce, altówkę, wiolonczelę i fortepian (1962)
- 5 utworów charakterystycznych na klarnet i fortepian (1963)
- Sonatina na klarnet i fortepian (1963)
- Suita na flet, klarnet i fagot (1964)
- 10 miniatur na 2 skrzypiec (1964)
- Duety na trąbkę (1965)
- Liryki na klarnet i fortepian (1966)

### Utwory fortepianowe
- Drobne utwory fortepianowe dla dzieci (1946)
- I Sonatina (1953)
- II Sonatina (1956)
- Toccata (1957)
- Wariacje (1957)
- Muzyka (1959)
- Preludia (1960)
- III Sonatina (1961)
- Tryptyk (1962)

### Utwory wokalno-instrumentalne
- 3 pieśni na sopran i orkiestrę kameralną, słowa Oskar Kolberg (1953)

### Opracowania
- 2 pieśni kaszubskie na chór mieszany a cappella (1956)
- 2 pieśni kurpiowskie na chór mieszany a cappella (1956)
- 3 pieśni na chór mieszany a cappella (1964)
- Z polonezów polskich na fortepian (1983)